# 7202 Kigoshi
A 7202 Kigoshi (ideiglenes jelöléssel (7202) 1995 DX1) a Naprendszer kisbolygóövében található aszteroida. Niijima, T., Urata, T. fedezte fel 1995. február 19-én.